# Microstylum nitidiventre
Microstylum nitidiventre là một loài ruồi trong họ Asilidae. Microstylum nitidiventre được Bigot miêu tả năm 1878. Loài này phân bố ở miền Ấn Độ - Mã Lai.